# میزویل (آلاباما)
میزویل (به انگلیسی: Maysville) یک منطقهٔ مسکونی در ایالات متحده آمریکا است که در آلاباما واقع شده است. میزویل ۲۱۱ متر بالاتر از سطح دریا واقع شده است.